# Calder Freeway
Der Calder Freeway ist eine Autobahn im Süden des australischen Bundesstaates Victoria. Er verbindet den Tullamarine Freeway in Niddrie (Melbourne) mit dem Calder Highway in Ravenswood South. Dabei ersetzt er Teile des Calder Highway. Anfangs war der Calder Freeway nur eine kurze Fortsetzung des Tullamarine Freeway, die bereits in Keilor, einem nordwestlichen Vorort von Melbourne, in den Calder Highway überging. Schritt für Schritt wurde er aber verlängert und hat jetzt Ravenwood South erreicht. Der Calder Highway führt nach Bendigo. Auch das letzte, nicht zum Freeway gehörende Stück des Highway wurde vierspurig ausgebaut und am 20. April 2009 dem Verkehr übergeben.

## Geschichte
Der Calder Highway wurde nach dem Straßenbauingenieur William Calder benannt, der dem Country Roads Board (Vorgänger von VicRoads) von 1913 bis 1928 vorstand.
Der Highway erhielt ursprünglich die Bezeichnung Nationalstraße 79 (N79). Mit der Umstellung der Straßennummerierung in Victoria auf das alphanumerische System Ende der 1990er-Jahre wurde die Nummerierung auf A79 für den größten Teil der Strecke geändert. Lediglich das schon existierende kurze Stück Autobahn innerhalb Melbournes erhielt die Nummerierung M79.
Ursprünglich begann der zweispurige Calder Highway am Ende der Keilor Road in Niddrie. Ende der 1960er- und Anfang der 1970er-Jahre wurde diese Straße zusammen mit dem Tullamarine Freeway auf Freeway-Standard ausgebaut, endete in Keilor East und lief von dort aus als Calder Highway weiter. Anfang der 1980er-Jahre wurde der Freeway bis Keilor verlängert. Aber erst in den 1990er-Jahren begann man mit dem weiteren Ausbau des Calder Highway Richtung Bendigo auf vier Fahrspuren.
Der Calder Highway zwischen Melton Highway und Western Ring Road ist im Melbourne Transportation Plan von 1969 als Freeway-Korridor F4 aufgeführt, der über den Tullamarine Freeway hinaus bis zur Bell Street in Templestowe läuft.

## Verlauf
In Ravenswood South wird der Calder Highway (A79) zum Calder Freeway mit vier Spuren bis zum Rand des Großraums Melbourne und dann sechs Spuren. Er umgeht die meisten Städte, durch die der alte Calder Highway führte. Durch den Freeway ersetzte, aber immer noch existierende Abschnitte des Calder Highway erhielten die Nummerierungen C791 bis C794, bzw. innerhalb Melbournes (eigenartigerweise) immer noch N79.
An seinem nordwestlichen Ende läuft der Freeway parallel mit der A300 bis südlich von Harcourt, von wo der Midland Highway als A300 nach Südwesten Richtung Ballarat und Geelong weiter läuft.
Städte, die vom Freeway umgangen, aber immer noch von ihm aus erreichbar sind:
- Harcourt
- Elphinstone
- Taradale
- Malmsbury
- Kyneton
- Woodend
- Macedon
- Gisborne
- Diggers Rest

Ab der Kreuzung mit der Green Gully Road in Keilor führt der Freeway nach Osten zum Tullamarine Freeway (S40) und zur Innenstadt von Melbourne weiter und trägt neben der alten Nummerierung N79 als Staatsstraße 40 auch noch die Nummerierung S40.
Der Freeway endet an der gerade ausgebauten Kreuzung mit dem Tullamarine Freeway, der den Flughafen Melbourne mit der Innenstadt von Melbourne verbindet und zur CityLink (M1) weiterführt.

## Ausbau

### Zwischen Kyneton und Ravenswood
Der Ausbau des Calder Highway wird gemeinsam von der australischen Bundesregierung und der Regierung von Victoria finanziert. Die Kosten werden auf 404 Mio. AU-$ geschätzt. Zwischen Melbourne und Bendigo erfolgte bereits der vierspurige Ausbau – bis Ravenswood South auf Freeway-Standard – und wurde am 20. April 2009 dem Verkehr übergeben.
Der Ausbau des Calder Highway zwischen Kyneton und Ravenswood wurde in zwei Abschnitte aufgeteilt: Kyneton bis Faraday und Faraday bis Ravenswood. Letzterer Abschnitt ist noch im Bau, aber ebenfalls für den Verkehr geöffnet.

### Kreuzung Calder Highway bzw. Calder Alternative Route
Der Ausbau der Kreuzung des Calder Freeway und des alten Calder Highway in Ravenswood ist vorgeschlagen und soll mit Auslink 2 (2009–2014) finanziert werden.

### Zwischen Western Ring Road und Melton Highway
VicRoads hat die Verbreiterung des Calder Freeway von der Western Ring Road bis zum Melton Highway abgeschlossen. Die Autobahn wurde von vier auf sechs Spuren verbreitert. Die zulässige Höchstgeschwindigkeit wurde von 100 km/h auf 80 km/h reduziert. Verwirrenderweise gilt die Geschwindigkeitsbegrenzung Richtung Norden vom Keilor Park Drive bis zum Service-Center in Calder Park, während sie Richtung Süden vom Service-Center bis zur Brücke über die Green Gully Road gilt. Im Oktober 2010 kündigte man an, dass die Geschwindigkeitsbeschränkung als Ergebnis eines jahrelangen Prozesses außerhalb der Stoßzeiten (8.00 Uhr – 17.00 Uhr) wieder auf 100 km/h angehoben würde. Entlang des Freeway aber sollen 30 variable Geschwindigkeitsbeschränkungszonen installiert werden.
Vorgeschlagene Verbesserungen der Sicherheit und der Kapazität sollen über Auslink 2 (2009–2014) finanziert werden.

### Kreuzung mit der Kings Road
VicRoads wird die Kings Road bis zum Calder Freeway in Taylors Lakes als Teil eines 62 Mio. AU-$ teuren Projektes zur Verringerung der höhengleichen Kreuzungen zwischen Sunshine Avenue und Calder Park Drive verlängern. Dies beinhaltet eine Brücke über die Kings Road, einen Kleeblattanschluss an den Freeway und die Schließung der Kreuzung mit der Robertson Road.

## Kreuzungen und Anschlüsse
| Calder Freeway                                                                    |                              |                                |                                                                          |
| Kreuzungen und Anschlüsse Richtung Norden                                         | Entfernung nach Bendigo (km) | Entfernung nach Melbourne (km) | Kreuzungen und Anschlüsse Richtung Süden                                 |
| Ende Calder Freeway weiter als Calder Highway nach Bendigo                        | 25                           | 126                            | Beginn Calder Freeway vom Calder Highway                                 |
| Maldon Fogartys Gap Road Harcourt Old Calder Highway                              | 25                           | 126                            | Beginn Calder Freeway vom Calder Highway                                 |
| weiter als                                                                        | 31                           | 120                            | Harcourt, Castlemaine, Ballarat Midland Highway                          |
| Castlemaine, Harcourt Midland Highway                                             | 31                           | 120                            | weiter als                                                               |
| EISENBAHNLINIE NACH BENDIGO                                                       | 31,1                         | 119,9                          | EISENBAHNLINIE NACH BENDIGO                                              |
| Castlemaine, Metcalfe Pyrenees Highway                                            | 43                           | 108                            | Metcalfe, Castlemaine Pyrenees Highway                                   |
| Malmsbury, Taradale, Elphinstone Old Calder Highway Edgecombe Malmsbury East Road | 57                           | 94                             | Edgecombe Malmsbury East Road Malmsbury Old Calder Highway               |
| Kyneton Burton Avenue                                                             | 61                           | 90                             | Kyneton Burton Avenue                                                    |
| Kyneton, Heathcote Edgecombe Road                                                 | 66                           | 85                             | Heathcote, Kyneton Edgecombe Road                                        |
| Kyneton Bourke Street Trio Road                                                   | 68                           | 83                             | keine Ausfahrt                                                           |
| Carlsruhe Springvale Road                                                         | 73                           | 78                             | Carlsruhe Springvale Road                                                |
| keine Ausfahrt                                                                    | 77                           | 74                             | Woodend Macedon-Woodend Road                                             |
| Woodend, Lancefield Lancefield-Woodend Road                                       | 82                           | 69                             | Lancefield, Woodend Lancefield-Woodend Road                              |
| EISENBAHNLINIE NACH BENDIGO                                                       | 85                           | 66                             | EISENBAHNLINIE NACH BENDIGO                                              |
| Woodend, Macedon Macedon-Woodend Road                                             | 89                           | 62                             | Macedon, Woodend Macedon-Woodend Road                                    |
| Macedon Macedon-Woodend Road Mount Macedon Mount Macedon Road                     | 95                           | 56                             | no exit                                                                  |
| Gisborne, Bacchus Marsh Station Road Riddells Creek Station Road                  | 97                           | 54                             | Riddells Creek Station Road Gisborne, Bacchus Marsh, Melton Station Road |
| Gisborne Melbourne Road Emmeline Drive                                            | 100                          | 51                             | Emmeline Drive Gisborne Melbourne Road                                   |
| Couangalt Road Mundy Road                                                         | 106                          | 45                             | Mundy Road Couangalt Road                                                |
| Sunbury Gap Road                                                                  | 111                          | 40                             | Sunbury Gap Road                                                         |
| Diggers Rest, Sunbury Vineyard Road                                               | 116                          | 35                             | Sunbury, Diggers Rest Vineyard Road                                      |
| EISENBAHNLINIE NACH BENDIGO                                                       | 118                          | 33                             | EISENBAHNLINIE NACH BENDIGO                                              |
| Diggers Rest, Bulla Bulla-Diggers Rest Road                                       | 119,5                        | 31,5                           | Bulla, Diggers Rest Bulla-Diggers Rest Road                              |
| Toolern Vale Holden Road                                                          | 123                          | 28                             | \|BP SERVICE CENTER                                                      |
| BP SERVICE CENTER                                                                 | 123                          | 28                             | \|BP SERVICE CENTER                                                      |
| Calder Park Calder Park Drive                                                     | 125,5                        | 25,5                           | Calder Park Calder Park Drive                                            |
| Taylors Lakes Kings Road                                                          | 127,3                        | 23,7                           | Taylors Lakes, Deer Park, Laverton Kings Road                            |
| Taylors Lakes, Melton Melton Highway                                              | 130,2                        | 20,8                           | keine Ausfahrt                                                           |
| weiter als                                                                        | 132,4                        | 18,6                           | keine Ausfahrt                                                           |
| Keilor, St. Albans Green Gully Road                                               | 132,4                        | 18,6                           | weiter als                                                               |
| keine Ausfahrt                                                                    | 134,1                        | 16,9                           | Keilor Park, zur Geelong Keilor Park Drive                               |
| Keilor, Keilor Park Keilor Park Drive                                             | 135,5                        | 15,5                           | Seymour, Sydney Western Ring Road                                        |
| Geelong, Ballarat, Adelaide Western Ring Road                                     | 135,5                        | 15,5                           | Seymour, Sydney Western Ring Road                                        |
| Keilor East, Airport West Woorite Place                                           | 136,5                        | 14,5                           | keine Ausfahrt                                                           |
| Niddrie Keilor Road                                                               | 137,5                        | 13,5                           | Niddrie McNamara Avenue Fullarton Road                                   |
| Beginn Calder Freeway vom Tullamarine Freeway                                     | 138                          | 13                             | Essendon Bulla Road                                                      |
| Beginn Calder Freeway vom Tullamarine Freeway                                     | 138                          | 13                             | Ende Calder Freeway continues as Tullamarine Freeway to Melbourne        |